# Comté de Ramsey (Minnesota)
Pour les articles homonymes, voir Comté de Ramsey.
Le comté de Ramsey est situé dans l’État du Minnesota, aux États-Unis. Il comptait 552 352 habitants en 2020. Son siège est Saint Paul.

## Villes
| Villes | Villes | Townships             |
| --- | --- | --------------------- |
| - Arden Hills - Blaine † - Falcon Heights - Gem Lake - Lauderdale - Little Canada - Maplewood - Mounds View - New Brighton | - North Oaks - North Saint Paul - Roseville - Shoreview - St. Anthony † - Saint Paul - Spring Lake Park † - Vadnais Heights - White Bear Lake ‡ | - White Bear Township |

† basé dans un autre comté mais s'étendant jusqu'au comté de.

‡ Une petite partie de cette ville se trouve dans le comté de Washington.